# Paradis, Louisiana
Paradis är en så kallad census-designated place i Saint Charles Parish i Louisiana. Vid 2010 års folkräkning hade Paradis 1 298 invånare.